# 片野重脩
片野 重脩（かたの しげなが、1891年（明治24年）1月21日 - 1978年（昭和53年）3月27日）は、日本の政治家。実業家。衆議院議員（2期）立憲政友会所属。秋田相互銀行、秋田銘醸、羽後交通社長などを務めた。

## 人物・来歴
江戸時代は佐竹一族の戸村家の家臣であり、士族。秋田県横手町（現・横手市）出身。東京帝国大学法学部に進むも、病気のため中退し帰郷する。
1922年（大正11年）に、横手町長に就任する。翌年には、秋田県会議員選挙に出馬し当選。その後には県会議長も務めた。 1930年（昭和5年）には、衆議院選挙に出馬し当選。議員を2期にわたって務めた。その一方、秋田県の農業団体の役員も務め、農業界の実力者としても君臨した。
第二次世界大戦後には、公職追放となるが、実業界において活躍。秋田無尽（現・北都銀行）の社長を長年にわたって務めたほか、秋田銘醸第四代社長、横手織物社長、羽後交通社長、秋田放送取締役なども歴任した。
妻ソノは那波亥之助の長女で、子には秋田あけぼの銀行頭取を務めた片野饗一がいる。

## 経歴
- 第一高等学校卒業。
- 東京帝国大学法学部中退。
- 1922年（大正11年） - 秋田銘醸取締役、横手町町長。
- 1923年（大正12年） - 秋田県会議員。
- 1928年（昭和3年） - 秋田県会議長。
- 1930年（昭和5年） - 衆議院議員。
- 1935年（昭和10年） - 秋田県農会（後、農業会）会長。
- 1942年（昭和17年） - 秋田県森林組合連合会会長。
- 1947年（昭和22年） - 羽後交通社長。
- 1949年（昭和24年） - 秋田無尽社長。
- 1952年（昭和27年） - 秋田銘醸会長。
- 1955年（昭和30年） - 秋田銘醸社長。
- 1973年（昭和48年） - 秋田相互銀行会長。
- 1976年（昭和51年） - 秋田相互銀行顧問。

## 衆議院議員選挙歴
- 1930年（昭和5年）2月20日 - 第17回衆議院議員総選挙（旧秋田県第2区・立憲政友会・19533票獲得）初当選
- 1932年（昭和7年）2月20日 - 第18回衆議院議員総選挙（旧秋田県第2区・立憲政友会・26365票獲得）2期目当選

## 家族・親族
- 片野家は佐竹一族・戸村氏の家臣
  - 父・茂
  - 母・トメ（寺田隆造の姉、姪は加賀谷富太郎息子 信吉妻)
  - 妻・ソノ（那波亥之助の長女）

- -     - 叔父・祐吉（妻のソノは奈良右左衛門の三女）
    - 叔母・ヒサ

- - 弟・復次郎（妻のリンは鎌田圓治の孫）
  - 妹・ヒデ（夫の忠吉は婿養子で、須藤敬四郎の次男）
  - 妹・タカは叔父・祐吉の養子となる

親戚
- 那波三郎右衛門（幼名は慎治。那波商店。秋田県多額納税者）
- 加賀谷富太郎 (母方の遠縁)
- 高久多吉（多吉の長男・修一郎の妻は那波亥之助の三女・リカ。リカはソノの妹）
- 板谷五郎左衛門（幼名は孝之助で、妻は寺田隆造の二女・勝）